# Сунцовы (Шиховское сельское поселение)
Сунцовы — деревня в Слободском районе Кировской области в составе Шиховского сельского поселения.

## География
Находится на расстоянии примерно 12 км на юго-восток от Нового моста через Вятку в городе Киров на правом берегу Вятки. 

## История
Известна с 1671 года как деревня Никитинская, в 1678 году с 1 двором, в 1764 году учтен был 31 житель. В 1873 году в деревне (тогда Никитинская или Сунцовы) было учтено дворов 18 и жителей 131, в 1905 25 и 156, в 1926 37 и 178, в 1950 54 и 144. В 1989 году оставалось 107 жителей. 

## Население
Постоянное население  составляло 169 человек (русские 94%) в 2002 году, 165 в 2010.